# Bisnius spermophili
Bisnius spermophili är en skalbaggsart som först beskrevs av Ludwig Ganglbauer 1897.  Bisnius spermophili ingår i släktet Bisnius, och familjen kortvingar. Arten har ej påträffats i Sverige.